# Nizan-Gesse
Nizan-Gesse é uma comuna francesa na região administrativa da Occitânia, no departamento do Alto Garona. Estende-se por uma área de 8.64 km², com 93 habitantes, segundo o censo de 2018, com uma densidade de 11 hab/km².